# Ibn Hammad al-Sanhadji
Abu ʿAbd Allāh Muḥammad ibn ʿAlī ibn Ḥammād ibn ʿĪsā ibn ʿAbī Bakr al-Ṣanhāj̲ī, connu sous le nom de Ibn Ḥammād (arabe : ابن حماد) ou Ibn Ḥamādu (1153/54–1230 / 548–628 AH) est un historien, qadi et chercheur universitaire originaire du Maghreb central,. Auteur d'une chronique sur les Califes fatimides du Maghreb, connue sous le nom de Akhbar muluk bani Ubayd wa-siratuhum (« récit des rois de la maison d'Ubayd et de leurs actes »), écrite en 1220 / 617 AH.

## Biographie
Abu ʿAbd Allāh Muḥammad ibn ʿAlī ibn Ḥammād ibn ʿĪsā ibn ʿAbī Bakr al-Ṣanhāj̲ī est né à la Kalâa des Béni Hammad (Algérie) en 1153 et décédé en 1230 à Béjaïa. Descendant de la famille des princes Hammadides, il étudia à la Kalâa des Béni Hammad puis à Béjaïa sous la direction de grands maitres tels que Abd al-Ḥaqq al-Ishbili, Abu Hamid as-Saghir, Abou Madyane, Abu Tamim Ben Jebara. Il se rendit à Marrakech, en Al-Andalus, entra à Séville et à Murcie et y rencontra un certain nombre de savants, cheikhs et oulémas,.
Reconnu pour ses travaux, il joue un rôle central dans le milieu intellectuel de Béjaïa. Ahmed Al Ghabrini, indique dans son ouvrage Unwan al-diraya fi man 'urifa min al-'ulama'fi l-mi'a al-sabi'afi Bijaya (arabe : عنوان الدراية فيمن عرف من العلماء في المائة السابعة ببجاية), en français : Principes du savoir, traitant des ulémas qu'on connaissait à Béjaïa au VIIe siècle de l'hégire, qu'Ibn Hammad maîtrise les sciences exactes (‘Ulum ad-Daqa’iq). Sa notoriété repose avant tout sur ses travaux historiques réutilisés par des historiens postérieurs,,.

## Œuvres
L’œuvre d’Ibn Hammad constitue une source historique précieuse, notamment pour l’histoire des Sanhadja, de Béjaïa et du Maghreb médiéval.
Vers 1220, il rédige un abrégé d'histoire des Fatimides intitulé Akhbâ mulûk Banî 'Ubayd wa sîratuhum (arabe : أخبار ملوك بني عبيد و سيرتهم) en français : Histoire des Rois Obaïdides. Néanmoins, son ouvrage le plus célèbre s'intitule Al-Nubadh al-Muhtaja fi Akhbar Muluk Sanhaja bi-Ifriqiya wa-Bajaia (arabe : النبذة المحتاجة في أخبار ملوك صنهاجة بإفريقية و بجاية)  en français : Résumé nécessaire des nouvelles des rois de Sanhaja en Ifriqiya et Béjaïa. Cependant, ce manuscrit a disparu au fil du temps.Il s'agit de la plus ancienne source sur l'histoire de Béjaïa et de Maghreb. Elle sera utilisée par plusieurs historiens postérieurs, notamment par Ibn Khaldoun qui la cite dans son livre Al-ʿIbar wa dīwān al-mubtadaʾ wa l-ẖabar fī ayyām al-ʿArab wa l-ʿAǧam wa l-Barbar (arabe : كتاب العبر و ديوان المبتدأ و الخبر في أيام العرب و العجم و البربر)  en français : Livre des considérations sur l’histoire des Arabes, des Persans et des Berbères,.
Parmi ses œuvres :
- Histoire des Rois Obaïdides (Les Califes Fatimides), Par Matthew Vander Heiden, Éditeur Jules Carbonel (Alger) - Paul Geuthner (Paris), 1927, Publications de la Faculté des Lettres d'Alger, IIIe série, Textes relatifs à l'histoire de l'Afrique du Nord, Fascicule II). In-8° de XII & 173 pp.
- Akhbar muluk Bani Ubayd wa-siratuhum: Tahlil li-tarikh al-Dawlah al-Fatimiyah min khilal masdar turathi , Dar al-Ulum, 1981,  (ISBN 978-977-286-267-2), 114 pp. Ce livre est une source importante pour les historiens, car il offre une vision critique des Fatimides d’un point de vue sunnite. Cependant, il ne nous est pas parvenu dans son intégralité, mais des extraits en ont été rapportés dans les écrits d’historiens ultérieurs tels qu'Ibn al-Athir et al-Maqrîzî[11].
- Al-Nubadh al-Muhtaja fi Akhbar Muluk Sanhaja bi-Ifriqiya wa-Bajaia, (un manuscrit qui a disparu).
- Sharh kitâb al-a’lâm bi fawâ’id al-ahkâm, il s’agit d’un commentaire très apprécié d’un ouvrage célèbre de son maître Abd al-Ḥaqq al-Ishbili.
- Barnâmaj, il s’agit d’un ouvrage bio-bibliographique où sont évoqués ses maîtres ainsi que plus de 240 ouvrages de référence de l’époque.
- Sharh maqsûr Ben Dariya.

## Redécouverte
L’intérêt pour les écrits d’Ibn Hammad a été ravivé au XIXe siècle grâce aux travaux de plusieurs orientalistes. Antoine-Isaac Silvestre de Sacy, dans sa Chrestomathie arabe, mentionne un extrait de son œuvre mais exprime des doutes sur son identité exacte. Auguste Cherbonneau et Eugène Dewulf ont ensuite approfondi les recherches, notamment en établissant des liens avec le ‘Unwan ad-Diraya fi Tarikh Bijaya d’al-Ghabrini.
Au XIXe siècle, Eugène Dewulf, tente de retrouver le manuscrit An-Nubda al-Muhtaja, qu’il pense conservé dans une école kabyle. Il a échangé à ce sujet avec des chercheurs italiens, dont Luigi Cremona et Michele Amari, mais le manuscrit demeure à ce jour introuvable.